# Fakhreddine Galbi
 (août 2024).
Si vous disposez d'ouvrages ou d'articles de référence ou si vous connaissez des sites web de qualité traitant du thème abordé ici, merci de compléter l'article en donnant les références utiles à sa vérifiabilité et en les liant à la section « Notes et références ».
Fakhreddine Galbi (arabe : فخر الدين قلبي), né le 14 août 1984 à Korba, est un footballeur tunisien. Il a appartenu à la sélection olympique nationale. 

## Carrière
En 2006, alors qu'il évolue en Ligue II, il est présélectionné à la surprise générale par Roger Lemerre pour la coupe du monde 2006 avec l'équipe de Tunisie. Toutefois, il ne fera pas finalement partie du groupe des joueurs sélectionnés.
Il rejoint pour la saison suivante le club de l'Union sportive monastirienne (Ligue I) alors qu'on le croyait transféré vers le Stade tunisien. En août 2008, il est transféré au club liechtensteinois du FC Vaduz, jouant en Super League suisse, où il réalise une bonne saison. Il rentre en Tunisie et signe en faveur du club tunisois du Stade tunisien. Le 30 juillet 2010, il signe un contrat d'un an renouvelable en faveur du Club sportif sfaxien. En janvier 2011, il rejoint l'Espérance sportive de Zarzis puis l'Arab Contractors SC, le Stade gabésien, le Club athlétique bizertin et le Stade gabésien.
En juillet 2024, il devient entraîneur de l'Union sportive de Ben Guerdane.

## Clubs
- décembre 2006-juillet 2008 : Union sportive monastirienne (Tunisie)
- juillet 2008-août 2009 : FC Vaduz (Liechtenstein)
- août 2009-juillet 2010 : Stade tunisien (Tunisie)
- juillet 2010-janvier 2011 : Club sportif sfaxien (Tunisie)
- janvier-août 2011 : Espérance sportive de Zarzis (Tunisie)
- août 2011-juillet 2012 : Arab Contractors Sporting Club (Égypte)
- juillet 2012-juillet 2013 : Stade gabésien (Tunisie)
- juillet 2013-juillet 2014 : Club athlétique bizertin (Tunisie)
- juillet 2014-décembre 2015 : Stade gabésien (Tunisie)
- décembre 2015-janvier 2017 : El Gawafel sportives de Gafsa (Tunisie)
- janvier-juillet 2017 : Club sportif de Hammam Lif (Tunisie)
- janvier-juillet 2018 : That Ras SC (en) (Jordanie)
- février-juillet 2020 : Union sportive de Métouia (Tunisie)